# Zu Hilfe, Fred!
Zu Hilfe, Fred! (Originaltitel: The Wild Bull's Lair) ist ein US-amerikanischer Stummfilmwestern aus dem Jahr 1925 von Del Andrews mit Fred Thomson in der Hauptrolle. Das Drehbuch basiert auf der Kurzgeschichte The Wild Bull’s Lair von Frank M. Clifton. Den Verleih übernahmen die Film Booking Offices of America.

## Handlung
James Harbison erbeutet ein wildes Tier, das aus der Kreuzung eines Bisons und eines wilden Stiers hervorgegangen ist. Als es ihm entwischt, führt der Indianer Eagle Eye das Tier durch einen Geheimgang zum Skull Mountain. Bald kommt das Gerücht auf, dass der Berg von einem übernatürlichen Tier bewohnt wird, das das Vieh aufscheucht. Dan Allen wird von seinem Pferd daran gehindert, dem Gerücht nachzugehen, da es sich weigert, sich dem Berg zu nähern. James Sohn Henry wird von dem Tier getötet.
Eagle Eye kommt zu Henrys Vater und berichtet, dass er das Versteck des Tieres gefunden hat. Der alte Harbison folgt dem Indianer zu einem einsamen Ort, wo dieser ihm befiehlt, der Heirat zwischen ihm und Eleanor Harbison, der Tochter des Ranchers, zuzustimmen. Als Harbison sich weigert, seine Tochter einen Indianer heiraten zu lassen, droht dieser, den Stier freizulassen und den Mann zu Tode spießen zu lassen. Es gelingt dem Indianer, Harbison zu zwingen, eine Notiz zu unterschreiben, in der er seine Tochter auffordert, an den Ort zu kommen.  Als Dan näher kommt, ist Eagle Eye gerade dabei, den Stier auf Harbison loszulassen. Dan kann den Stier packen und ihn mit purer Kraft auf den Rücken zu werfen und Eleanor und ihren Vater zu retten.

## Hintergrund
Eine Pressemeldung vom 14. Juni 1925 kündigte die bevorstehende Produktion als erste für den Westernstar Fred Thomson im Rahmen seines neuen Vertrags mit Film Booking Offices of America (FBO) an. Am 27. Juni 1925 wurde berichtet, dass das Studio Catherine Bennett, die Halbschwester der australischen Schauspielerin Enid Bennett, als Hauptdarstellerin besetzt hatte. Der Stier wurde von „Jocko“ gespielt, einem Mitglied von Thomsons persönlicher Menagerie. Die Produktion war zu diesem Zeitpunkt im Gange.
Alfred L. Werker arbeitete als Regieassistent.
Da keine Kopien der sechs Filmrollen existieren, gilt der Film als verschollen.

## Veröffentlichung
Die Premiere des Films fand am 14. August 1925 in New York statt. 1926 kam er in Österreich in die Kinos.

## Kritiken
Im Filmmagazin Exhibitors Herald wurde der Film als abenteuerlicher, rasanter Western beschrieben.